# Organização Bem-Animal
A Organização Bem-Animal (OBA!) é uma organização não-governamental que visa o bem-estar animal e a proteção dos direitos dos animais. Tem sede em Florianópolis, no estado brasileiro de Santa Catarina.

## História
Embora o grupo viesse desenvolvendo atividades desde 2006, a OBA! foi fundada oficialmente a 14 de janeiro de 2008.
A instituição possui caráter social, voltada para a conscientização sobre o respeito do ser humano para com os animais e o meio ambiente. Visa captar recursos destinados ao controle da população de cães e gatos pela prevenção à procriação indesejada através de castração cirúrgica. Por essa razão, não possui abrigos e nem recolhe animais.
Os seus voluntários ministram palestras educativas em escolas e desenvolvem atividades educativas e lúdicas em eventos, contribuindo para a formação de uma relação harmoniosa e ética dos jovens com os seres vivos e o mundo que os cerca.

## Campanhas promovidas
- Padrinho Bom pra Cachorro - levou as pessoas a apadrinhar um animal através do vale-castração;
- Mutirão Mata-Fome - voluntários visitam, semanalmente, áreas de pobreza da Grande Florianópolis, procurando alimentar, tratar e socorrer animais famintos e doentes, além de encaminhá-los para castração.
- Aldeias indígenas - desde 2008 atende a população animal da aldeia indígena Y Ynn Moroti Whera, na praia de São Miguel, em Biguaçu, a 28 km de Florianópolis. Posteriormente, essas ações foram ampliadas a outras duas aldeias guarani, no município de Palhoça.
- Projeto Cão Terapia - Desenvolvido desde 2007 em conjunto com a Coordenadoria do Bem Estar Animal, órgão da Prefeitura de Florianópolis, onde semanalmente, aos sábados, voluntários vão até o Centro de Controle de Zoonoses para passear com os cães. Durante estes eventos são estimuladas as adoções.[1] [2]